# Monastère de Lapušnja
Le monastère de Lapušnja (en serbe cyrillique : Манастир Лапушња ; en serbe latin : Manastir Lapušnja) est un monastère orthodoxe serbe situé à Lukovo, dans la municipalité de Boljevac et dans le district de Zaječar, en Serbie. Il est inscrit sur la liste des monuments culturels de grande importance de la République de Serbie (identifiant no SK 214).
Le monastère est aujourd'hui en ruine ; son église est dédiée à saint Nicolas,.

## Présentation
Le monastère est situé au pied du mont Rtanj, dans la vallée du Lopušanski potok.
L'église Saint-Nicolas et les bâtiments du monastère ont été construits par le voïvode Ivan Radul en 1500-1501 ; l'église a été peinte en 1510 grâce au prince Bogoje, à son épouse Mara et à leurs enfants ; tous sont représentés dans l'angle nord-ouest de la nef dans la fresque représentant les fondateurs.
L'église s'inscrit dans un plan tréflé ; elle est surmontée en son centre d'un dôme octogonal. La nef est prolongée par une abside qui accueille l'autel, encadrée par deux chapelles, l'une pour la proscomidie et l'autre pour le diakonikon ; elle est précédée par un narthex.
L'église abrite encore des fragments de fresques ; on peut y reconnaître des représentations des Saintes Fêtes, des scènes liturgiques, des hiérarques et des saints Guerriers. Dans la coupole sont représentés les Évangélistes et des Prophètes.
Des travaux de préservation sur les fresques et sur le bâtiment ont été effectués en 1973.